# Aeroportul Regional East Texas
Aeroportul Regional East Texas (IATA: GGG, ICAO: KGGG, FAA LID: GGG) este un aeroport din Texas, Statele Unite ale Americii ce deservește zona Longview⁠(d). Aeroportul a fost tranzitat în 2019 de 54.320 de pasageri.
Situat la o altitudine de 111 m, aeroportul dispune de 2 piste.

## Infrastructură

### Piste
Aeroportul dispune de 2 piste. Pista 13/31 are suprafața de asfalt și dimensiunile 10.000 picioare × 150 picioare. Pista 18/36 are suprafața de asfalt și dimensiunile 6.109 picioare × 150 picioare. 